# 조나탕 슈미트
조나탕 슈미트(프랑스어: Jonathan Schmid, 1990년 6월 22일 ~ )는 프랑스의 축구 선수로 현재 독일 분데스리가의 SC 프라이부르크에서 라이트 백으로 활약하고 있다.

## 수상

### 클럽
SC 프라이부르크
- DFB-포칼 : 4강 (2012-13)